# Torsten Gutsche
Torsten Gutsche, född den 8 juni 1968 i Eisenhüttenstadt, Östtyskland, är en tysk kanotist.
Han tog OS-guld i K-2 500 meter och OS-guld i K-2 1000 meter i samband med de olympiska kanottävlingarna 1992 i Barcelona.
Han tog OS-guld igen i K-2 500 meter och OS-silver i K-2 1000 meter i samband med de olympiska kanottävlingarna 1996 i Atlanta.